# Mulai Abd al-Hafiz

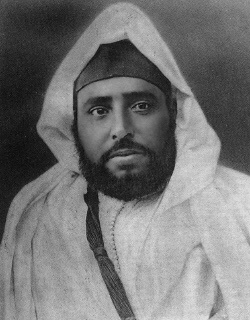
Mulai Abd al-Hafiz

Mulai Abd al-Hafiz (arabisch عبد الحفيظ بن الحسن, DMG ʿAbd al-Ḥafīẓ b. al-Ḥasan; * 24. Februar 1876 in Fès, Marokko; † 4. April 1937 in Enghien-les-Bains, Frankreich) war Sultan der Alawiden in Marokko von 1908 bis 1912.

## Leben
Mulai Abd al-Hafiz war ein Sohn des marokkanischen Sultans Mulai al-Hassan I. aus dessen Ehe mit Lalla Aliya al-Settatiya. Sein jüngerer Bruder Abd al-Aziz, der ab 1894 Sultan Marokkos war, ernannte ihn 1897 zum Statthalter von Tiznit. Diese Regierungsfunktion hatte er bis 1901 inne, als er mit der Statthalterschaft der südlichen Landeshauptstadt Marrakesch betraut wurde. Abd al-Hafiz wandte sich während der Ersten Marokkokrise gegen die nachgiebige Haltung seines Bruders gegenüber Frankreich. So missbilligte er, dass Abd al-Aziz den Ergebnissen der 1906 abgehaltenen Algeciras-Konferenz, die Frankreich mehr Einfluss in Marokko einräumten, zustimmte. Im folgenden Jahr entfachte er unter den nach der Autonomie Marokkos strebenden Muslimen einen Aufstand, wobei er u. a. von Madani al-Glaoui, seinem späteren Kriegsminister, Unterstützung erhielt. Im August 1907 ließ er sich in Marrakesch gegen seinen Bruder zum Sultan ausrufen und führte in der Folge Krieg gegen ihn. Im Februar 1908 erreichte er auch in Fès seine Ernennung zum Sultan und regierte von dort und von Marrakesch aus, während der von den Franzosen unterstützte Abd al-Aziz in Rabat residierte. Schließlich verloren die Streitkräfte des Letzteren im August 1908 eine entscheidende Schlacht, woraufhin sich Abd al-Hafiz als Sultan in ganz Marokko durchsetzen konnte.
Abd al-Hafiz war bemüht, das Ansehen der Dynastie der Alawiden zu erneuern und die Unabhängigkeit Marokkos zu retten. Er musste aber zunächst die Privilegien der europäischen Mächte bestätigen, um sich deren – 1909 erfolgte – Anerkennung als Herrscher von Marokko zu sichern. Aus religiöser Überzeugung setzte er Maßnahmen zur Unterdrückung mancher marokkanischer Sufi-Orden wie jenen der Tidschānīya. Er versuchte sich auch als Dichter und verfasste zahlreiche Bücher. Um sich besser von dem französischen Einfluss befreien zu können, verbündete er sich mit dem Osmanischen Reich und Deutschland. Gegen politische Dissidenten ging er rigoros vor. So ließ er den Dichter und Reformer Muhammad ibn Abd al-Kabir al-Kattani im Mai 1909 ergreifen, öffentlich in Handschellen vorführen und töten. 1910 musste er indessen einen umfangreichen Kreditvertrag mit Frankreich abschließen, wodurch sein Reich in finanzielle Abhängigkeit von dieser europäischen Großmacht geiet. Gegen seine Zentralisierungspolitik kam es 1911 zu einer großen Revolte jener Stämme, die in der Region um Fès und Meknès siedelten.  Der in Fès belagerte Sultan konnte seine Herrschaft nur mit Hilfe französischer Truppen retten; General Charles Émile Moinier kam mit 23.000 Mann herbei und befreite Abd al-Hafiz am 21. Mai 1911 aus seiner heiklen Lage.
Dieses offene französische Engagement in Marokko führte im gleichen Jahr zur 2. Marokkokrise. Nach Verhandlungen erkannte Deutschland Marokko als französisches Interessensgebiet an. Frankreich konnte am 30. März 1912 durch den Vertrag von Fès sein Protektorat über Marokko errichten. Nordmarokko musste als Protektorat an Spanien abgetreten werden, während Tanger einen internationalen Status erhielt. Am 13. August 1912 wurde Abd al-Hafiz von der französischen Protektoratsmacht zur Abdankung gezwungen. Nachfolger wurde sein Halbbruder Mulai Yusuf (1912–1927).
Daraufhin hielt sich Abd al-Hafiz kurze Zeit in Frankreich auf und übersiedelte anschließend nach Tanger, wo er sich von der ihm zugestandenen beträchtlichen Pension einen 1914 vollendeten luxuriösen Palast erbauen ließ. Während des  Ersten Weltkriegs lebte er in Spanien. Später kehrte er nach Frankreich zurück, wo er in Enghien-les-Bains wohnte. Dort starb er rund 20 Jahre später im April 1937. Sein Leichnam wurde in einem Bleisarg in der Bibliothek der großen Moschee von Paris in Anwesenheit der Imame aufgebahrt und anschließend nach Marokko überführt. Seine Beisetzung erfolgte im Mausoleum der Moulay Abdallah Moschee nahe Fès.